# モバイルマーケティング
モバイルマーケティング (英: mobile marketing)は、スマートフォン、フィーチャーフォン、タブレットなどのデバイスで、ウェブサイト、電子メール、SMS、MMS、ソーシャルメディア、モバイルアプリケーション等を介して特定のオーディエンスにリーチすることに焦点を当てたマルチチャネルオンラインマーケティング手法のこと。 モバイルマーケティングは、商品、サービス、予約のリマインダー、アイデアを宣伝する、時間と場所に敏感なパーソナライズされた情報を顧客に提供できる。アンドレアス・カプランは、より理論的で学術的な表現で、モバイルマーケティングを「消費者が個人のモバイルデバイスを使用して常に接続しているユビキタスネットワークを介して行われるマーケティング活動」と定義している。 

## SMSマーケティング
携帯電話のSMS  (Short Message Service) を介したマーケティングは、2000年代初頭、企業が携帯電話番号を収集し、必要なコンテンツを送信し始めたヨーロッパとアジアなどで人気が高まった。 SMSメッセージの開封率は平均98％で、3分以内に読み取られるため、受信者にすばやく到達するのに非常に効果的である。 

## MMS
MMSモバイルマーケティングには、画像、テキスト、オーディオ、ビデオの時間指定のスライドショーを含めることができる。このモバイルコンテンツは、 MMS （マルチメディアメッセージサービス）を介して配信される。カラー画面を持つ新しい電話は、標準でMMSメッセージを送受信できる。企業は、MMS A2P（アプリケーションから個人）モバイルネットワークを介してモバイル加入者にリッチコンテンツを送信（モバイル終点）および受信（モバイル起点）することができる。一部のネットワークでは、ブランドはP2P（個人間）で送信されるメッセージを支援することもできる。

## プッシュ通知
プッシュ通知は、モバイルデバイスにポップアップ表示されるメッセージのことで、クライアントやユーザーからの要求なしに、ソフトウェアアプリケーションからコンピューティングデバイスに情報を配信することができる。 SMS通知のように見えるが、アプリをインストールしたユーザーにのみ届けられる。仕様はiOSとAndroidのユーザーによって異なる。 SMSとプッシュ通知は、十分に開発されたインバウンドモバイルマーケティング戦略の一部にできる。
プッシュ通知は、2009年にAppleがプッシュ通知サービスをスマートフォンに最初に導入した。 Androidデバイスでは、グーグルが2010年にAndroid Cloud to MessagingまたはC2DMと呼ばれる技術を開発した。 グーグルは2013年にこのサービスをGoogleクラウドメッセージングに置き換えた。 一般にGCMと呼ばれるGoogleクラウドメッセージングは、C2DMの後継として機能し、認証と配信、新しいAPIエンドポイントとメッセージングパラメータを改善し、APIの送信速度とメッセージサイズの制限を取り除いた。
モバイルマーケティング会社のLeanplumによると、Androidの開封率はiOSの2倍ある。 Androidのプッシュ通知の開封率は3.48％だが、iOSの開封率は1.77％である。 

## アプリベースのマーケティング
スマートフォンの利用が急増する中、アプリ利用も大幅に増加した。過去数年間のモバイルアプリの年間ダウンロード数は指数関数的に増加しており、2018年には数千億回のダウンロードがあり、ダウンロード数は2022年までに増加すると予想されている。 そのため、モバイルマーケターにとってスマートフォンアプリはマーケティングリソースとしてますます魅力的になっている。マーケターは、ストア内のアプリの可視性を最適化することに注力する。これにより、ダウンロード数が最大化される。この方法は、アプリストア最適化（ASO）と呼ばれる。
この分野でも多くの競争がある 。しかし、他のサービスと同様に、モバイルアプリケーション市場を支配することはもはや容易ではない。ほとんどの企業は、モバイルアプリが企業とそのターゲット顧客との間の連携を高める可能性を認識している。スマートフォン市場の急速な発展と成長に伴い、モバイルアプリストアで確固たる地位を築くには、高品質のモバイルアプリ開発が不可欠である。

## ゲーム内モバイルマーケティング
現在のモバイルゲームには、基本的に3つの主要なトレンドがある。インタラクティブなリアルタイム3Dゲーム、大規模なマルチプレーヤーゲーム、ソーシャルネットワーキングゲームである。これは、より複雑で洗練された、より豊かなゲームプレイへの傾向を意味する。その一方で、いわゆるカジュアルゲーム、つまり非常にシンプルで非常にプレイしやすいゲームもある。今日のほとんどのモバイルゲームはそのようなカジュアルゲームであり、これは今後も長い間続くと予想されている。
ブランドは現在、モバイルゲーム内でプロモーションメッセージを配信したり、ゲーム全体を後援して消費者エンゲージメントを促進している。これは、モバイルアドバゲームまたは広告資金によるモバイルゲームとして知られている。

## Bluetooth
Bluetoothテクノロジは、ワイヤレスの短距離デジタル通信であり、RS-232ケーブルがなくてもデバイスが通信できる。 

## 近接システム
近接マーケティングは、近接システムを介したモバイルマーケティングであり、SMS-CBを定義するGSM03.41を活用する 。 SMS-CBを使用すると、メッセージ（広告や公開情報など）を指定した地域のすべてのモバイルユーザーにブロードキャストできる。フィリピンでは、GSMベースの近接放送システムが、その到達範囲と人気を活用して、政府が運営するコミュニティベースのプログラムに関する情報を広めるため一部の政府機関によって使用されている（フィリピンはSMSのトラフィックが世界で最も多い）。また、Proxima SMSとして知られる商用サービスにも使用される。英国のスーパーリージョナルショッピングセンターであるBluewaterは、NTLが提供するGSMベースのシステムを備えており、通話のGSMカバレッジを支援している。また、携帯電話を持っている各顧客を、買い物をするセンターでどの店舗でどのぐらい滞在しているかを追跡することもできる。このシステムでは、特別オファーのテキストを電話に送信できる。たとえば、小売業者は、オプトインしたデータベース内の顧客にモバイルテキストメッセージを送信できる。顧客がたまたまショッピングモールを歩いているとすると、そのメッセージは、「当店から購入した場合にのみ、次の5分間で50％割引」と配信できる。キャドバリーおよびオレオ製品のメーカーであるスナック会社のモンデリーズインターナショナルは、POSの影響力が大幅に向上したことを理由に、近接ベースのメッセージングの調査に取り組んでいる。 

## 場所ベースのサービス
位置情報サービス（LBS）は、現在の場所に基づいて携帯電話加入者にカスタム広告やその他の情報を送信する方法として、一部の携帯電話ネットワークによって提供されている。携帯電話サービスプロバイダーは、電話に組み込まれているGPSチップから、または最も近い携帯電話タワーの信号強度に基づいたラジオロケーションと三辺測量を使用して位置を取得する（ GPS機能のない電話の場合）。 2003年に場所ベースのサービスを開始した英国では、ネットワークは三辺測量を使用しない。 LBSは、「半径」が不正確な単一の基地局を使用して、電話の位置を特定する。

## リングレスボイスメール
モバイルテクノロジーの進歩により、電話を鳴らさずに携帯電話にボイスメールメッセージを残すことができる。このテクノロジーはVoAPPにより行われた。VoAPPは、このテクノロジーをライブオペレーターと組み合わせて債務回収サービスとして使用した。 FCCは、このテクノロジーはすべての規制に準拠していると判断した 。 CPLは既存のテクノロジーを拡張して、ライブオペレーターを事前に録音されたメッセージに置き換えるなど、完全に自動化されたプロセスを可能にした。

## ユーザー制御メディア
モバイルマーケティングは、多くの場合、ユーザー（消費者）が開始した（モバイル発信、またはMO）メッセージであり、将来のコミュニケーションを受信するには消費者の明示的な同意が必要であるという点で、他のほとんどの形式のマーケティングコミュニケーションと異なる。サーバー（企業）からユーザー（消費者）に配信されるコミュニケーションは、モバイル終点（MT）メッセージと呼ばれます。このインフラストラクチャは、消費者が管理するマーケティングコミュニケーションのモバイルマーケティングによって設定されたトレンドを示している。 